# Neoliodes ramosus
Neoliodes ramosus är en kvalsterart som först beskrevs av Hammer 1971.  Neoliodes ramosus ingår i släktet Neoliodes och familjen Neoliodidae. Inga underarter finns listade i Catalogue of Life.